# Gaspard Manesse
Gaspard Manesse (* 25. März 1975) ist ein französischer Schauspieler und Komponist.
Mit seiner ersten Filmrolle erlangte er 1987 im Alter von zwölf Jahren bereits internationale Bekanntheit: Er spielte in Louis Malles Kinofilm Auf Wiedersehen, Kinder eine der beiden Hauptrollen, einen im besetzten Frankreich des Jahres 1944 lebenden Schüler, der eine intensive Freundschaft zu einem in der Schule versteckten jüdischen Mitschüler aufbaut und letztendlich doch hilflos dessen Enttarnung und Deportation zusehen muss.
Im Laufe der Jahre spielte Manesse in weiteren Filmen mit und widmete sich im Erwachsenenalter auch der Komposition. Zeitweise war er Mitglied der Gruppe Surnatural Orchestra.

## Filmografie
als Schauspieler
- 1987: Auf Wiedersehen, Kinder (Au revoir les enfants)
- 1989: Jugendsünde (Erreur de jeunesse)
- 2002: Comme il vient
- 2009: Taxi nach Saint-Louis (Un transport en commun)

als Komponist
- 2002: Comme il vient